# ألفا روميو الفاسود
ألفا روميو الفاسود  (بالإنجليزية: Alfa Romeo Alfasud) هي سيارة تم تصنيعها من قبل شركة ألفا روميو للسيارات الإيطالية.